# 非正規教育研究中心
香港非正規教育研究中心是非牟利民間教育團體，成立目的是推動香港非正規教育的發展，實現民主、平等及公義的社會。該中心成立於2002年。
執委梁偉怡曾在2005年指出，當時明光社主席蔡志森支持基本法23條立法及不支持07/08年雙普選。